# When I Need You
When I Need You is een nummer geschreven door Albert Hammond en Carole Bayer Sager. Het verscheen op Hammonds gelijknamige album. In 1977 bracht de Britse zanger Leo Sayer een cover van het nummer van het nummer uit, als tweede single van zijn vierde studioalbum Endless Flight.
"When I Need You" is een ballad die gaat over een man die tot zijn oren verliefd is op zijn geliefde, en over zijn persoonlijke ervaringen als hij niet bij zijn geliefde is. Toen Leo Sayer het nummer op single uitbracht, scoorde hij er een grote internationale hit mee. Het was goed voor een nummer 1-positie in zowel het Verenigd Koninkrijk als de Verenigde Staten. In de Nederlandse Top 40 bereikte het nummer de 3e positie, terwijl het in de Vlaamse Radio 2 Top 30 op de 2e positie terechtkwam.

## NPO Radio 2 Top 2000
| Nummer met noteringen in de NPO Radio 2 Top 2000 | '99 | '00 | '01  | '02  | '03  | '04  | '05  | '06  | '07  | '08  | '09  |
| ------------------------------------------------ | --- | --- | ---- | ---- | ---- | ---- | ---- | ---- | ---- | ---- | ---- |
| When I Need You                                  | 982 | -   | 1694 | 1250 | 1320 | 1373 | 1304 | 1304 | 1501 | 1373 | 1879 |

1. ↑  Een '-' betekent dat het nummer niet was genoteerd en een vetgedrukt getal geeft de hoogste notering aan.
2. ↑  Deze tabel is bijgewerkt tot en met de laatste editie (2024).

## Andere coverversies
- In 1977 bracht de Surinaamse ballad-zanger Max Nijman een cover uit van When I Need You onder de titel Mi Wan Sji Joe.  In de jaren 90 maakte hij een nieuwe versie voor een best of-cd.
- Ook André Hazes coverde When I Need You met de song Als jij hier bent.
- In 1996 coverde Rod Stewart het nummer voor zijn album If We Fall in Love Tonight"
- Speciaal voor Valentijnsdag 2021 brachten de Ladies of Soul een niet-vertaalde versie uit welke was opgenomen volgens de coronamaatregelen.